# Alexander Bek
Pour les articles homonymes, voir Bek.
Œuvres principales
La Chaussée de Volokolamsk (1943)
Alexandre Alfredovitch Bek (russe : Алекса́ндр Альфре́дович Бек, né le 3 janvier 1903 à Saratov et mort le 2 novembre 1972 à Moscou, est un écrivain soviétique. Son œuvre la plus connue est La Chaussée de Volokolamsk, une nouvelle parue pour la première fois en 1943 dans la revue Znamia.

## Biographie
Né dans la famille d'un médecin miliaire Alexandre Bek passe son enfance à Saratov où il fait ses études secondaires.
À l'âge de seize ans s'engage dans l'Armée rouge. Lors de la guerre civile russe il sert près d'Oural sur le Front de l'Est. Là il écrit les articles pour le journal de son unité. Il devient ensuite rédacteur en chef de la revue Krasnoe Tchernomorie (Красное Черноморье). Ses articles sont aussi publiés dans Komsomolskaïa Pravda et Izvestia.
À partir de 1931, Alexandre Bek a collaboré à la collection Cabinet de Mémoires (Кабинет мемуаров) créée à l'initiative de Maxime Gorki aux éditions "Histoire des Fabriques et Usines" et "Peuples de deux Plans quinquennaux".
Sa première nouvelle Kourako narrant les exploits de Mikhaïl Kourako, un ingénieur-autodidacte, innovateur de haut fourneau, écrite sous l'impression de son voyage à Kouznetsk est publiée en 1935. 
Lors de la Seconde Guerre mondiale il est correspondant de guerre attaché à la 8e division de fusiliers. Il participe entre autres à des opérations militaires près de Viazma et finit son parcours militaire à Berlin. Il écrit La Chaussée de Volokolamsk en 1943 consacrée aux faits militaire de Baourjan Momych-Ouli lors de la bataille de Moscou, qui connaîtra près d'une trentaine d'éditions. La suite de cette histoire en deux parties - Quelques jours (Несколько дней) et La réserve du général Panfilov (Резерв генерала Панфилова) sera publiée en 1960.
Plusieurs de ses œuvres sont consacrées aux héros du travail soviétique. Son roman Un autre jour (На другой день) qu'il n'a pas terminé, une biographie romancée du jeune Joseph Staline 1967-1970 sera publié en 1989, dans la revue littéraire Droujba narodov (ru) (№ 8, 9) à l'époque de la perestroïka.
Membre de l'Union des écrivains soviétiques. 
Mort à Moscou, Alexandre Bek est enterré au cimetière Golovinskoïe.

## Œuvres
- Quelques jours, collection Littératures soviétiques, Gallimard, 1962 ((ru) Несколько дней, 1962)
- La réserve du général Panfilov, collection Littératures soviétiques, Gallimard, 1963 ((ru) Резерв генерала Панфилова, 1963)
- La chaussée de Volokolamsk, collection Littératures soviétiques, Gallimard, 1965 ((ru) Волоколамское шоссе, 1965)
- La nouvelle affectation, collection Littérature soviétique d'aujourd'hui, Messidor, 1988 ((ru) Новое назначение, 1988)